# Pegasus (lanciatore)

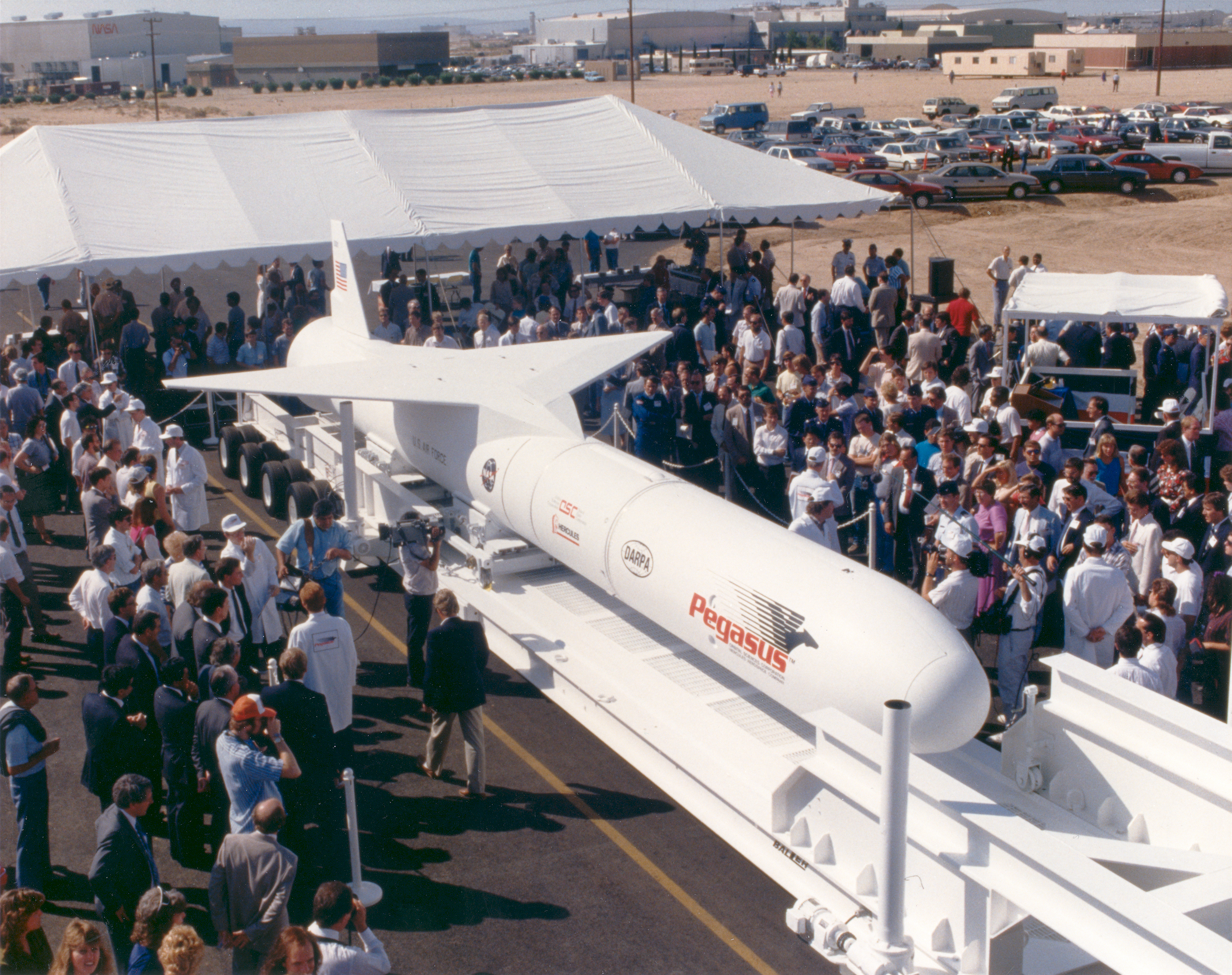
Razzo Pegasus a terra

Il razzo Pegasus è un lanciatore spaziale sviluppato dalla Orbital Sciences Corporation, ora Orbital ATK. Tre stadi principali a propellente solido forniscono la maggior parte della spinta al lanciatore; il razzo è portato a circa 12 000 metri da un aeroplano, e poi sganciato in volo in modo da poter accendere gli stadi e raggiungere l'orbita. Il razzo è in grado di portare piccoli carichi in orbita bassa; ogni lancio costa circa 30 milioni di dollari, ed il costo completo dipende dai servizi aggiuntivi richiesti.

## Programma Pegasus
I tre stadi a combustibile solido furono sviluppati dalla Hercules Aerospace (ora Alliant Techsystems) specificamente per il lanciatore Pegasus. Inoltre, furono sviluppati anche le ali, la coda e l'aggancio del carico utile. La maggior parte del Pegasus fu sviluppato da un gruppo gestito dal Dr. Antonio Elias. L'ala è stata progettata da Burt Rutan.
- Massa: 18,500 kg (Pegasus), 23,130 kg (Pegasus XL)
- Lunghezza: 16.9 m (Pegasus), 17.6 m (Pegasus XL)
- Diametro: 1.27 m
- Larghezza alare: 6.7 m
- Carico utile: 443 kg (1.18 m diametro, 2.13 m lunghezza)

Il progetto era stato sviluppato per utilizzo interno della Orbital Sciences Corporation: il razzo era progettato per portare in orbita i satelliti OrbView ed i satelliti Orbcomm. Durante lo sviluppo diverse agenzie governative si interessarono al progetto dopo la dismissione del razzo Scout, anche per via del costo eccessivo dei lanci dello Shuttle per carichi di basso peso.
Il primo lancio avvenuto con successo si svolse il 5 aprile 1990. Inizialmente venne utilizzato un B-52 Stratofortress NASA come aereo per il trasporto in quota del razzo, ma dal 1994 venne utilizzato un Lockheed L-1011 adattato per l'esigenza, chiamato Stargazer.
Il Pegasus XL venne presentato nel 1994; questo modello aveva degli stadi potenziati e quindi poteva portare un maggior carico utile in orbita. Il primo ed il secondo stadio furono potenziati, mentre il terzo rimase sostanzialmente immutato. Le ali furono rinforzate per sopportare il maggior peso. Le operazioni di volo non subirono comunque modifiche. Il Pegasus standard venne dismesso, mentre il Pegasus XL continua ad essere prodotto. Pegasus ha effettuato 38 lanci (al 25 aprile 2006), 35 dei quali riusciti con successo. Il Pegasus è stato utilizzato come vettore dell'aereo ipersonico sperimentale Boeing X-43
Due carichi utili possono essere lanciati contemporaneamente; i due carichi vengono racchiusi in una scatola che si separa in orbita. Essendo lo spazio ridotto entrambi i satelliti devono essere compatti.
Per lo sviluppo del razzo il capo progetto del Pegasus, il Dr. Antonio Elias, ricevette nel 1991 la National Medal of Technology and Innovation dal Presidente degli Stati Uniti d'America George Bush Senior.